# Erich Storz
Erich Storz (* 11. Dezember 1927 in Rotenburg an der Fulda; † 9. September 2016 in Bad Sachsa) war ein deutscher Sänger, Musikproduzent und -verleger.

## Leben
Storz, der mit seiner Familie kurz nach seiner Geburt nach Osterode am Harz zog, war nach Kriegsgefangenschaft und verschiedenen Berufsversuchen in den 1950er Jahren einer der populärsten deutschen Volksmusikanten; auch seine häufigen Kooperationspartner waren danach benannt: „Die lustigen Volksmusikanten“. Im Jahr 1958 hatte er mit dem Titel Die kleine Bimmelbahn allein, in Duetten und mit dem „Erich-Storz-Trio“ großen Erfolg. Die in diesem Song besungene Kleinbahn existierte tatsächlich, nämlich die 1898–1900 erbaute und 1967 stillgelegte Kreisbahn Osterode–Kreiensen.
Zunächst hatte Storz Märsche komponiert und den Walzer Unter den Brücken der Seine verfasst. Später kamen weitere Hits mit Titeln wie Köhlerliesl oder Hohe Tannen dazu.
Im Jahr 1947 hatte er, der sich „Schnulzenkönig“ nennen ließ und selbst nannte, den Arminia-Musikverlag (mit dem Label Storz Records International) gegründet, bei dem auch seine Frau Marianne geb. Vasel und Marianne Opitz (oftmals mit ihm zusammen) veröffentlichten.
Storz lebte viele Jahre in Lippoldsberg an der Weser und verzog später in den Harz nach Bad Sachsa. Im neuen Jahrtausend entstanden für den MDR zahlreiche Beiträge zum Thema Volksmusikkunde.

## Singles

### Veröffentlichungen
- 1957: Die kleine Bimmelbahn / Das Herzkammerlfenster (Metronome)
- 1957: Der jodelnde Postillion (Metronome DM 52)
- 1957: Meister Specht / Köhlerliesel (Metronome DM 54)
- 1957: Dunkle Tannen stehen / Die alte Kröte (Metronome DM 82)
- 1958: Im tiefen Tal, wo der Wildbach rauscht / Mädel, draußen ist’s so schön (Metronome DM 93)
- 1958: Es war in einer Sommernacht / Die Sonnen-Marie (Metronome DM 94)
- 1958: Böhmermädel / Schwer mit den Schätzen des Orients beladen (Metronome DM 131)
- 1958: Oilele / O Tongatbu / Die Eichenthaler Mädchen (Metronome DM 132)
- 1958: Sunny Lake Walk (Mercury 71268X45)
- 1959: Hohe Tannen / In meiner Heimat (Metronome DM 153)
- 1959: Mit einem Lied auf den Lippen / Mit einer Mandoline (Metronome DM 154)
- 1960: Heidemarie / Die Rosel aus dem Wiesengrund (Metronome DM 160)
- 1960: Wasserträger-Song / Wenn ein Stern… (Metronome DM 171)
- 1960: Futsch am Fudschijama (Metronome DM 234)
- 1962: Auf die Wildbahn bin ich gegangen / Monika (Metronome DM 256)
- 1965: Ihr sollt euch lieben / Eine Handvoll Reis (Storz Records International 45204)
- 1966: Wenn am Wegrand tausend Blumen blüh’n / ’s ist alles dunkel, ’s ist alles trüb (SRI 45225)

### Chartplatzierungen
| Jahr | Titel Album                                                          | Höchstplatzierung, Gesamtwochen, AuszeichnungChartplatzierungen (Jahr, Titel, Album, Platzierungen, Wochen, Auszeichnungen, Anmerkungen) | Höchstplatzierung, Gesamtwochen, AuszeichnungChartplatzierungen (Jahr, Titel, Album, Platzierungen, Wochen, Auszeichnungen, Anmerkungen) | Anmerkungen                                                        |
| Jahr | Titel Album                                                          | DE | US | Anmerkungen                                                        |
| ---- | -------------------------------------------------------------------- | --- | --- | ------------------------------------------------------------------ |
| 1957 | Die kleine Bimmelbahn / The Little Train (englischsprachige Version) | DE5 (8 Wo.)DE | US49 (7 Wo.)US | Charteinstieg: 1. Juli 1957 mit Marianne Vasel                     |
| 1960 | Hohen Tannen                                                         | DE6 (44 Wo.)DE | — | Charteinstieg: 1. Februar 1960 mit Marianne Vasel & Marianne Opitz |
| 1960 | Wasserträger-Song                                                    | DE30 (20 Wo.)DE | — | Charteinstieg: 1. Juli 1960                                        |